# Bellamya monardi
Bellamya monardi là một loài ốc nước ngọt cỡ lớn có mang và vảy, là động vật thân mềm chân bụng sống dưới nước thuộc họ Viviparidae.
Loài này có ở Angola và Namibia.